# Hayden Foxe
Hayden Vernon Foxe (ur. 23 czerwca 1977 w Sydney) – australijski piłkarz występujący na pozycji obrońcy.

## Kariera klubowa
Foxe jako junior grał w klubach Blacktown City Demons oraz AIS. W 1995 roku trafił do holenderskiego Ajaksu Amsterdam. Spędził tam 2 lata, jednak w tym czasie nie rozegrał żadnego spotkania w barwach Ajaksu. W 1997 roku odszedł do niemieckiej Arminii Bielefeld. W Bundeslidze zadebiutował 25 października 1997 roku w przegranym 0:2 pojedynku z Wolfsburgiem. Było to jednocześnie jedyne spotkanie rozegrane przez niego w trakcie rocznego pobytu w Arminii.
W 1998 roku Foxe podpisał kontrakt z japońskim Sanfrecce Hiroszima z J-League. Barwy tego klubu reprezentował w sezonach 1998 oraz 1999. W 2000 roku przeszedł do angielskiego West Hamu United z Premier League. Przed debiutem w jego barwach, w styczniu 2001 roku został wypożyczony do belgijskiego KV Mechelen. W Eerste klasse pierwszy mecz zaliczył 20 stycznia 2001 roku przeciwko KAA Gent (3:3).
W marcu Foxe wrócił do West Hamu. W Premier League zadebiutował 31 marca 2001 roku w przegranym 0:2 spotkaniu z Evertonem. W 2002 roku odszedł do Portsmouth z First Division. Zadebiutował tam 10 sierpnia 2002 roku w wygranym 2:0 pojedynku z Nottingham Forest. W 2003 roku awansował z zespołem do Premier League. W Portsmouth spędził jeszcze 2 lata, a w 2005 roku odszedł z klubu.
W 2006 roku podpisał kontrakt z Leeds United z Championship. Występował tam przez rok. W 2007 wrócił do Australii, gdzie został graczem klubu Perth Glory. W A-League pierwszy mecz zaliczył 7 grudnia 2007 roku przeciwko Wellington Phoenix (0:3). W 2009 roku odszedł z Perth, a w 2010 został zawodnikiem ekipy Sydney FC, z którą w tym samym roku zdobył mistrzostwo A-League. W 2011 roku zakończył karierę.

## Kariera reprezentacyjna
W reprezentacji Australii Foxe zadebiutował 6 listopada 1998 roku w zremisowanym 0:0 towarzyskim pojedynku ze Stanami Zjednoczonymi. W 1996 roku był uczestnikiem Letnich Igrzysk Olimpijskich, z których Australia odpadła po fazie grupowej.
W 2000 roku po raz drugi wziął udział w Letnich Igrzyskach Olimpijskich, które tym razem Australia ponownie zakończyła na fazie grupowej. 14 kwietnia 2001 roku w wygranym 2:0 spotkaniu eliminacji Mistrzostw Świata 2002 z Fidżi strzelił pierwszego gola w kadrze narodowej.
W 2001 roku został powołany do kadry na Puchar Konfederacji. Zagrał na nim w meczach z Meksykiem (2:0) i Koreą Południową (0:1), a Australia zakończyła turniej na 3. miejscu. W latach 1998–2003 w drużynie narodowej Foxe rozegrał w sumie 11 spotkań i zdobył 2 bramki.